# شورای سبز
«شورای سبز» (به انگلیسی: The Green Council) قسمت نهم و ماقبل آخر از فصل اول سریال تلویزیونی درام فانتزی خاندان اژدها از اچ‌بی‌او است که نخستین بار در ۱۶ اکتبر ۲۰۲۲ پخش شد. این قسمت توسط سارا هس نوشته شده و کلر کیلنر کارگردانی آن را بر عهده داشته‌است.
داستان این قسمت پس از مرگ پادشاه ویسریس در کینگز لندینگ اتفاق می‌افتد و با بحث در مورد «آخرین سخنِ پادشاه» خطاب به ملکه آلیسنت از قسمت قبلی آغاز می‌شود که در مورد رؤیای اِگان فاتح با وی صحبت کرده بود، و ملکه آنرا به اشتباه اینطور تعبیر می‌کند که ویسریس پسرشان شاهزاده اِگان را به عنوان جانشین انتخاب کرده‌است. این قسمت با تاج‌گذاری اِگان به پایان می‌رسد، که منجر به ورود پرنسس رینیس به همراه اژدهایش ملیس در طول مراسم می‌شود.
این قسمت نقدهای مثبتی دریافت کرده‌است و منتقدان از توسعه شخصیت‌ها، سرعت، تنش، موسیقیِ جوادی، ارزش شوک، چیدمان برای قسمت فینال و اجراها، به ویژه ایو بست، اولیویا کوک، تام گلین-کارنی و ریس ایفانز تمجید کرده‌اند.

## داستان
چند ساعت پس از مرگ پادشاه ویسریس (پدی کانسیداین)، ملکه آلیسنت های‌تاور (اولیویا کوک) به پدرش، آتو های‌تاور (ریس ایفانز)، دستِ پادشاهِ فقید، افشا می‌کند که آخرین آرزوی ویسریس پیش از مرگش (که ملکه به اشتباه تعبیر کرده‌است) این بود که پسرشان، شاهزاده اِگان (تام گلین-کارنی) به جای دخترش و وارث منتخب رینیرا تارگرین (اما دآرسی) جانشین او شود. با این حال، اِگان در هیچ‌کجای رِد کیپ یافت نمی‌شود، زیرا شب قبل به کینگز لندینگ رفته‌است.
آتو با فراخواندن شورای کوچک یک جلسه اضطراری را تشکیل می‌دهد که در آن مشخص می‌شود که اکثر اعضای شورا مخفیانه نقشه می‌کشند تا اِگان را بر تاج و تخت بنشانند و جای رینیرا را بگیرند. آلیسنت، سِر هارولد وسترلینگ (گراهام مک‌تاویش) و لرد لیمن بیزبری (بیل پترسون) غافلگیر شده‌اند. وقتی لرد بیزبری مخالفت می‌کند، سِر کریستون کول (فابین فرانکل) او را می‌کشد. وسترلینگ از سِمَت فرماندهی کینگزگارد استعفا می‌دهد و کریستون بلافاصله جایگزین او می‌شود. آتو معتقد است که اِگان تنها در صورتی می‌تواند پادشاه شود که رینیرا کشته شود، اما آلیسنت اصرار دارد که رینیرا باید زنده بماند. سپس هر دو برای یافتن اِگان در کینگز لندینگ رقابت می‌کنند تا بر او تأثیر بگذارند.
کریستون و شاهزاده ایموند (ایوان میچل) از سوی ملکه، و برادران دوقلو و اعضای کینگزگارد، سِر اِریک (الیوت تیتنسور) و سِر آریک (لوک تیتنسور) کارگیل از سوی آتو به جستجوی اِگان فرستاده می‌شوند. ایموند در حین جستجو در کینگز لندینگ به کریستون می‌گوید که برای پادشاه‌شدن مناسب‌تر از برادرش اِگان است، که در مورد توانایی خود برای حکومت ابراز تردید کرده‌است. اِریک و آریک پس از کشف اینکه اِگان چندین فرزند حرامزاده دارد، به‌طور همزمان نگرانی‌های خود را در مورد لیاقت اِگان به عنوان پادشاه ابراز می‌کنند. اِگان توسط کارگیل‌ها پیدا می‌شود اما به زودی کریستون و ایموند او را با خود می‌برند. با در اختیار داشتن اِگان، آلیسنت به آتو دستور می‌دهد که رینیرا نباید کشته شود. در عوض، او و شوهرش، دیمون، (مت اسمیت) باید در مقابل پادشاه اِگان زانو خم کنند و با تبعید خود موافقت کنند.
لرد لریس استرانگ (متیو نیدهم) به آلیسنت در مورد یک شبکه جاسوسی گسترده در رِد کیپ، که شامل بانوی منتظر او، تالیا (الکسیس رابن) می‌شود، اطلاع می‌دهد. آلیسنت به لریس اجازه می‌دهد تا رئیس این شبکه یعنی «کرم سفید» را بکشد (که گفته می‌شود میساریا جاسوس و معشوقه سابق دیمون باشد). بلافاصله پس از آن، خانهٔ میساریا در آتش می‌سوزد.
اربابان شورا که بیست سال پیش به رینیرا به‌عنوان وارث و ولیعهد تعهد کرده بودند، توسط آتو گردآوری می‌شوند و به آن‌ها اطلاع داده می‌شود که اِگان پادشاه بعدی خواهد بود و اکثریت قریب به اتفاق اکنون به او تعهد می‌دهند. پرنسس رینیس تارگرین (ایو بست)، که نوه‌هایش با پسران رینیرا نامزد شده‌اند، به شدت مخالف است. آلیسنت شخصاً از رینیس التماس می‌کند که به طرف آنها بپیوندد، اما او قبول نمی‌کند و متعاقباً در اتاق خود حبس می‌شود. پرنسس رینیس توسط سِر آریک آزاد می‌شود که همچنین خود را مخالف این کودتا می‌داند. با این حال این دو در هنگام فرار از طریق کینگز لندینگ با جمعیت زیادی روبرو می‌شوند که توسط سربازان پادشاهی به سالن اژدهایان رانده می‌شوند. در داخل، آتو مرگ پادشاه را اعلام می‌کند و اِگان در حضور و با تشویق شهروندان شهر با عنوان اِگان تارگرین دوم تاج گذاری می‌شود. پرنسس رینیس در هنگام مراسم مخفیانه وارد غارهای زیرین شده و سپس سوار بر اژدهایش، ملیس، مراسم را آشفته می‌کند. در میان این ویرانی عظیم، اِگان، آلیسنت، آتو، ایموند و کریستون در مقابل رینیس و اژدهای خروشانش قرار می‌گیرند و انتظار دارند زنده سوزانده شوند، اما رینیس به آن‌ها امان داده و روی اژدهای خود به بیرون پرواز می‌کند.

## تولید

### نویسندگی
«شورای سبز» توسط سارا هس نوشته شده و دومین قسمتِ وی به عنوان نویسنده سریال، پس از «پرنسس و ملکه» است. عنوان اپیزود به شورای کوچکی اشاره دارد که به‌طور مخفیانه توسط آتو های‌تاور ترتیب داده شده بود تا موقعیت اِگان به عنوان وارث تخت آهنین را تضمین کند، که لرد لیمن بیزبری و ملکه آلیسنت را حذف می‌کند، و «سبز» اشاره‌ای به رنگ خاندان های‌تاور دارد.

### فیلم‌برداری
این اپیزود را کلر کیلنر کارگردانی کرده‌است، که پس از قسمت‌های «پادشاه دریای باریک» و «ما راه را روشن می‌کنیم» سومین اثر کارگردانی وی برای این سریال است. تمام این قسمت در کینگز لندینگ اتفاق می‌افتد، که در دیوار دفاعی شهر پلاسنسیا در اسپانیا فیلم‌برداری شده‌است.

### بازیگران
پس از مرگ لرد لیمن بیزبری، این قسمت نشان‌دهندهٔ حضور نهایی بیل پترسون است.

## بازخورد

### پاسخ انتقادی
این قسمت نقدهای بسیار مثبتی از سوی منتقدان دریافت کرده‌است. در وبسایت بازبینی‌خوانی راتن تومیتوز، ۹۵٪ از ۲۲ بررسی منتقدین مثبت است و این قسمت میانگینِ امتیاز ۷٫۸/۱۰ را در اختیار دارد. اجماع این وب‌سایت چنین می‌نویسد: «آغازشده با زمزمه‌های توطئه‌آمیز و پایان‌یافته با اعلانِ جنگی خروشان، «شورای سبز» شروع بسیار ناراحت‌کننده‌ای را برای «رقص اژدهایان» فراهم می‌سازد.»
این قسمت امتیاز ۵ از ۵ ستاره را از مولی ادواردز از گیمزریدار+ دریافت کرد که در حکم خود چنین نوشت: «ارزش طرح‌ریزی و برنامه‌ریزی یک فصل در این قسمتِ خیره‌کننده، که تماماً در مورد «سبزها» است، به اوج خود می‌رسد و به پایان خیره‌کننده‌ای ختم می‌شود که شامل «آتش و خون» در آینده می‌شود». مایکل دیکن از تلگراف، الک بوجلاد از دن آف گیک، و جردن راسل لیون از رِدی اِستِدی کات به این قسمت امتیاز ۴ از ۵ ستاره دادند. دیکن نوشت که «این اپیزود ما را به طرز ماهرانه‌ای برای هر وحشتی که در آخر فصل در هفتهٔ آینده در انتظار ماست آماده می‌کند»، بوجلاد آن را «گامِ ارزشمند دیگری در داستانی با ارزشی فزاینده» نامید، در حالی که لیون اپیزود را چنین خلاصه کرد: «[با وجود اینکه] صحنه‌های اکشن زیادی وجود ندارد، تنش بین شخصیت‌ها، یعنی رینیس و آلیسنت، برای تماشا عالی است.» هلن اوهارا از آی‌جی‌ان به آن امتیازِ «شگفت‌انگیز» ۹ از ۱۰ داد و در حکم خود چنین نوشت: «[...] این قسمتی است که با ترس و عدم اطمینان و به ویژه غم و اندوه، نگرانی و عزمِ آلیسنت برای محافظت از خانواده‌اش تقویت می‌شود. اما توطئه‌های زیادی وجود دارند که ما را درگیر نگه می‌دارند، و اقداماتی که عواقب بزرگی برای خاندان تارگرین و کل وستروس خواهند داشت.» جنا شرر از ای. وی. کلاب آن را با امتیاز «B+» ارزیابی کرد و گفت: « «شورای سبز» یک بازی شطرنج پرتنش است که می‌دانستیم در لحظه‌ای که ویسریس آخرین نفس خود را می‌کشد، یک خلاء قدرت را آغاز می‌کند.» اریک کین از فوربس آن را «یکی دیگر از اپیزودهای درخشان» از این نمایش دانست که «هر قسمت که می‌گذرد درخشان‌تر می‌شود» و در ادامه در حکم خود چنین نوشت: «جنگ در راه است. خاندان اژدها تا این مرحله به طرز ماهرانه‌ای صحنهٔ درگیریِ آینده را تنظیم کرده‌است و ما را نه تنها با بازیکنان این بازی، بلکه با روابطِ پرتنش، اتحادها و دشمنی‌هایی که به جناح‌های مختلف ختم می‌شوند، آشنا کرده‌است.»
چندین منتقد تحولات شخصیت آلیسنت، آتو، ایموند، و رینیس را برجسته دانستند. بوجلاد در مورد پیشرفت آتو نوشت: «او در این یک ساعت، درخشش ابرشرور خود را به شکلی عالی و رضایت‌بخش دریافت می‌کند» و در مورد رینیس: «او ثابت کرده‌است که فردی متفکر و منطقی در بازی تاج‌وتخت است.» دیکن در مورد «شهوت قدرت» ایموند نوشت و آن را چنین دانست: «یک پیشرفت عالی که جبههٔ جدید هیجان‌انگیزی را برای درگیری‌های آینده باز می‌کند.» صحنه‌های خاصی که توسط بسیاری از منتقدان مورد توجه قرار گرفتند شامل هستند از گفتگوی بین آلیسنت و رینیس؛ مراسم تاج‌گذاری اِگان؛ و آخرین صحنهٔ نفوذ رینیس در میانهٔ مراسم تاج‌گذاری با اژدهایش ملیس. صحنهٔ آغازین که وضعیتِ رِد کیپ را درست پس از مرگ ویسریس به تصویر می‌کشد نیز مورد ستایش قرار گرفت، به‌ویژه برای موسیقی جوادی، که با کار قبلی او در قسمت «بادهای زمستان» از بازی تاج‌وتخت مقایسه شد. منتقدان همچنین اجرای بست، کوک، گلین-کارنی، و ایفانز را تحسین کردند. شرر برای بست، نوشت: «اجرای بست یکی از بی‌سروصداترین اجراها در طول این نمایش بوده‌است، و این یکی دیگر از استعدادهای اوست؛ خلق‌وخوی او در اجراهای عالی‌اش وَهم‌آور است.» علاوه بر این، سایر جنبه‌های اپیزود که مورد تحسین منتقدان قرار گرفت عبارتند از: سرعت، تنش، مقدار شوک، جلوه‌های بصری، و تنظیم برای قسمت پایانی.